# Ryan Sessegnon
Kouassi Ryan Sessegnon, född 18 maj 2000, är en engelsk fotbollsspelare som spelar för Fulham.

## Klubbkarriär
Sessegnon kom till Fulham sommaren 2008. Den 9 augusti 2016 debuterade Sessegnon för A-laget i en 3–2-vinst över Leyton Orient i Engelska Ligacupen. Den 16 augusti 2016 debuterade han i Championship i en 1–1-match mot Leeds United. Fyra dagar senare gjorde Sessegnon sitt första mål i en 2–2-match mot Cardiff City. Han blev då den förste spelaren född på 2000-talet att göra mål i Championship samt den yngsta spelaren någonsin att göra mål i en Championship-match.
Den 28 juni 2017 förlängde Sessegnon sitt kontrakt i Fulham fram till juni 2020. Under säsongen 2017/2018 spelade han samtliga klubbens 46 seriematcher och de tre efterföljande playoffmatcherna, som slutade med uppflyttning till Premier League efter seger över Aston Villa med 1-0 i finalen. Sessegnon gjorde 16 seriemål och prisades på årliga EFL Awards i april 2018 med Championship Player of the Season, Young Player of the Season och Championship Apprentice of the Year. Han inkluderades också i EFL Team of the Season.
Den 8 augusti 2019 värvades Sessegnon av Tottenham Hotspur, där han skrev på ett femårskontrakt. Den 5 oktober 2020 lånades Sessegnon ut till tyska Hoffenheim på ett låneavtal över säsongen 2020/2021.
Den 26 juli 2024 blev Sessegnon klar för en återkomst i Fulham, där han skrev på ett tvåårskontrakt med option på ytterligare ett år.

## Privatliv
Ryan Sessegnons tvillingbror Steven spelar också för Fulham. Hans kusin Stéphane Sessègnon är också en professionell fotbollsspelare.